# CS-140
De CS-140 (Carretera Secundaria 140) is een secundaire weg in Andorra. De weg verbindt Sant Julià de Lòria met Fontaneda en is ongeveer zes kilometer lang.